# Bezmer, Iambol
Bezmer (în bulgară Безмер) este un sat în comuna Tundja, regiunea Iambol,  Bulgaria. 

## Demografie
Componența etnică a satului Bezmer
     Bulgari (81,45%)
     Romi (1,57%)
     Nicio identificare (16,97%)
     Altele (0%)
La recensământul din 2011, populația satului Bezmer era de 1.143 locuitori. Din punct de vedere etnic, majoritatea locuitorilor (81,45%) erau bulgari, cu o minoritate de romi (1,57%). Pentru 16,97% din locuitori nu este cunoscută apartenența etnică.